# Indeks Madoniego
Biotyczny indeks Madoniego ((ang.) sludge biotic index – SBI) – określany także jako analiza orzęsków – wskaźnik stworzony przez P. Madoniego w 1994 roku jako uproszczona ocena kondycji osadu czynnego i funkcjonowania systemu na podstawie występujących w nim pierwotniaków. 
Jest to uzupełnienie metody ogólnej Eikelbooma, w której nie ma potrzeby identyfikacji wszystkich gatunków pierwotniaków, a ważna jest jedynie ilościowa proporcja dużych i łatwych do rozpoznania ich kategorii.